# السيد مرسيدس
السيد مرسيدس هي رواية لستيفن كينغ، وقال عنها أنها أول كتاب بوليسي إجرامي له، وتم نشرها في الثالث من يونيو 2014, وفي العاشر من يونيو 2014. وصف المؤلف السيد مرسيدس في تويتر بأنها أول جزء من سلسلة ثلاثية، وسيتبعها كتاب «فايندرز كيبرز» في الجزء الأول من 2015, التي أنهى كينغ أول مسودة لها حول وقت نشر السيد مرسيدس، وأيضا كتاب «إند اوف واتش».
و فازت الرواية بجائزة إدغار لأفضل رواية من كتاب روايات الغموض الامريكيين، وأيضا بجائزة جود ريدز المختارة في 2014 لفئة «الغموض والاثارة».
ترجمت لأول مرة إلى قراء اللغة العربية على يد الكاتب والمترجم عصام منصور، ونشرت مع دار عصير الكتب للنشر والتوزيع المصرية سنة 2025.

## المعلومات الخلفية
ذكر ستيفن كينغ اثناء سلسلة المتحدث الاستشاري في جامعة ماساتشوستس لويل في السابع من ديسمبر 2012 بأنه يكتب رواية جريمة عن شرطي متقاعد وقاتل يسخر منه، وكان مقررا ان هذه القصة، التي أستوحيت من حدث واقعي عن امرأة قادت سيارتها إلى داخل مطعم ماكدونالدز، ستكون قصة قصيرة طولها بضع صفحات فقط، وأكد ستيفن كينغ في مقابلة له مع مجلة بيريد التي صدرت في السادس عشر من مارس 2013 بأنه على وشك الأنتهاء من الرواية، وقال كينغ في مقابلة أخرى مع مجلة يو اس أي توداي الصادرة في الثامن عشر من سبتمبر 2013 بأن الرواية تتضمن حبكة إرهابية مع انه بدأ بكتابة الرواية قبل تفجيرا ماراثون بوسطن، وتم نشر مقتطف من الرواية في إصدار السادس عشر من مايو 2014 لمجلة انترتينمنت ويكلي.

## الحبكة
تبدأ الرواية بمشهد حيث يقف بعض العاطلين عن العمل في طابور لمعرض فرص عمل، وحينها يقود شخص ما سيارة مرسيدس إلى داخل الحشد ويقتل ثمانية أشخاص ويصيب العديد باصابات حادة، ويتم التعريف بعد هذا مباشرة ببطل القصة بيل هودجس المحقق السابق الذي تقاعد منذ ستة أشهر، هو مطلق ووحيد وضاق ذرعا من الحياة ويفكر عادة بالانتحار، وفجأة، تصلة رسالة موقعة من «السيد مرسيدس» الذي يدعي انه هو القاتل، حدثت الحادثة في نهاية مهنة هودجس ولم تحل حتى بعد تقاعدة، يعرف السيد مرسيدس تفاصيل الجريمة ويقوم أيضا بذكر اوليفيا ترلوني التي سرق منها سيارة المرسيدس والتي انتحرت بعد المجزرة بوقت قليل، ويستحوذ هذا على انتباه هودجس ويبدأ بالتحقيق في القضية بدل أن يسلم الرسالة لشريكة الشرطي السابق بيت هنتلي.
و يفتح منظور جديد بعد هذا ويتم تقديم برادي هارتسفيلد وهو القاتل، ونكتشف ان هذا الرجل المضطرب الذي في نهاية عشريناته قد خسر والده في عمر الثامنة، وأنه قتل اخيه المعاق عقليا عندما كان ولد صغير بعد ان حثته والدته على ذلك، هو الآن يعيش مع والدته المدمنة على الكحول التي تجمعه بها علاقة غير شرعية ويعمل في متجر الكترونيات ويبيع مثلجات، وتسمح له وظيفتة الثانية، التي يقود بها فان بمراقبة هودجس وجيرانة، ومن ضمنهم جيروم روبينسون ذو السابع عشر من العمر والذي يقوم ببعض المهام لهودجس.
يلتقي هودجس، اثناء تحقيقة عن اوليفيا ترلوني، بأختها جيني التي تعينة للتحقيق في انتحار اختها وسرقة المرسيدس، ويصبح هؤلاء الاثنان زوج، ويكتشف هودجس بمساعدة جيروم الذكي والبارع في الكمبيوتر كيف سرق مستر مرسيدس السيارة وكيف دفع اوليفيا (التي كان على اتصال معها عن طريق وظيفته في متجر الالكترونيات) إلى الانتحار عن طريق استخدام ملفات اصوات مخيفة في كمبيوترها التي تنطلق في اوقات غير متوقعة وهذا جعلها تشعر بالذنب، واعتقدت اوليفيا ان هذه الأصوات هي أشباح ضحايا مجزرة المرسيدس، وبعد هذا يلتقي هودجس في جنازة والدة اوليفيا وجيني المريضة بأقارب جيني البغيضين، ومن بينهم قريبة جيني الغير مستقرة عاطفيا هولي، ويقوم مستر مرسيدس بتفجير سيارة هودجس بعد الجنازة ولكنه لم يعلم ان هودجس لم يكن بالسيار بل جيني، تقتل جيني، يشعر هودجس بالندم ولكن هذا يحفزه ليحل القضية بدون أي مساعدة من الشرطة، وتنظم هولي إلى هودجس وجيروم في التحقيق.
يقتل هارتسفيلد والدتة بالغلط باستخدام برغر مسممة قام بتجهيزها لكلب جيروم، ومع جثتها المتعفنة في بيتهم، يقوم برادي بالتخطيط لقتل نفسة بتفجير نفسة في حفلة غنائية ضخمة للفتيات الصغيرات، وسيحضر هذه الحفلة اخت جيروم الصغيرة ووالدته، فيتمكن هودجس وجيروم وهولي من كشف هوية برادي الحقيقية ويفتشو الكمبيوتر الخاص به ومحركات الأقراص الصلبة، يصل الثلاثي إلى الحفلة الغنائية متأخرين قليلا لأنهم ضنوا ان موقع السيد مرسيدس مختلف، وينجح جيروم وهولي في منع برادي من تفجير نفسه وأثناء هذا يصاب هودجس بنوبة قلبية وينقل للمستشفى.
و في خاتمة الكتاب، يكافئ جيروم وهولي بميدالية المدينة، أما هودجس فهو محظوظ لأنه لم يتهم بأي تهمة بسبب فعلة الخالي من المسؤولية، وبعد هذا يستيقض برادي من غيبوبتة بعد ان ضربته هولي بشدة. 

## الاستقبال
تلقت رواية السيد مرسيدس العديد من التقييمات الإيجابية، وتجاوب العديد من النقاد بشكل جيد للكتاب لأنه مختلف عن روايات كينغ المرعبة المعتادة ولأنه رواية جريمة آسرة، وحصلت على درجة 4.07\5 في موقع جود ريدز ولكنها نزلت إلى 3,87 في التاسع عشر من يناير مع تقييمات عددها 43,562 واما في بارنز أند نوبل حصلت على تقييم 4\5 .
قال مايكل مارشل من صحيفة ذا غاردين: «الرواية موضوعة بثبات في نطاق التشويق والإثارة وفي عالم واقعي وهناك يشعر كينغ براحة أكثر، ومستر مرسيدس في صميمها هي قصة ملاحقة القطة والفأر المعتادة وهي عن قاتل سيكوباثي والشرطي المتمرد الذي يجعل اعتقال المجرم مهمتة», نأخذ بعين الاعتبار اثناء التقييم الجودة العامة والتوقعات من كتابة كينغ «القراء الذين يعودون لطريقة روايتة للقصص المميزة والتي لايمكن إيقافها وأيضا إلى صوتة الخاص والمعتمد علية» وأيضا قوانين أي أسلوب يتبعة كينغ، ويختصرها في قولة: «الكتاب جيد؟ بالطبع، نعم كتاب جيد لستيفن كينغ؟ بدون شك» أعطى براين تروت من مجلة يو اس أي توداي الرواية 3 و 1\2 نجمة: «تتخذ رواية مستر مرسيدس أسلوب المحقق القديم بشكل ممتاز وإتجاة حديث مع شرطي سري بالخطء وقاتل متسلسل فضيع» وعلق بقولة: «يعطينا الكتاب نظرة مبهرة إلى مايصنع قاتل متسلسل في سياق تابع لأحداث التاسع من سبتمبر» وأضاف ان كينغ أيضا «نجح حقا مع مرافقي هودجس», وصرحت شيريل كونلي من نيويورك ديلي نيوز ان الرواية: «تخبرنا قصة من الممكن ان تصنف كقصة لطيفة بالطبع بأستثناء معتل اجتماعيا يثور ثوران دموي، ستيفن كينغ سيبقى كما هو ولن يكون أقل من مخيف، من بعقلة الواعي سيريده ان يصبح أقل من مخيف؟» وقالت ان هذا واحد من كتبة حيث بدل ان يكون «مخيف جدا، عبر كينغ عن رقة وهي واضحة هنا».
و كانت تاشا روبينسون من نادي «أي في» محافظة أكثر، وكتبت ان الرواية تفتتح بأفضل لحظة فيها و «تتهاوى بشكل واضح في وسط القصة ولكنها تصعد إلى نهاية لاتنسى.. ويبدو انه عندما بلغت القصة القمة المثيرة والسريعة كان هنالك فيلم في رأسة», شكواها الوحيدة كانت «كان هناك مجموعة من الاستعارات القديمة المثيرة للضحك في المنتصف... وبعض الأمور المتوقعة من كينغ... وشخصية أعتيادية تتبع مسار جيد», ولكنها مدحت الرواية لكونها «غير اعتيادية في تكريسها للقراء المتفاجئين» وضنت انها «خطوة كبيرة للأمام من كتابة السابق دوكتور سليب».

## التحويل إلى فلم أو مسلسل
و تم الإعلان في 2015 أن السيد مرسيدس ستحول إلى مسلسل تلفازي قصير، وسيقوم ديفيد إي كيلي بكتابة المشروع اما جاك بندر سيكون المخرج، وسيعمل كيلي وستيفن كينغ كمنتجين تنفيذييين. 

## روابط خارجية
- السيد مرسيدس على موقع الموسوعة البريطانية (الإنجليزية)